# Austin Maxi
Der Austin Maxi (intern BMC ADO14) war ein fünftüriger Mittelklassewagen, der von der British Motor Corporation (BMC) entwickelt und von der British Leyland Motor Corporation (BLMC) von April 1969 bis Oktober 1980 in verhältnismäßig geringen Stückzahlen (472.098 Stück) gebaut und ab 1977 als Leyland Maxi angeboten wurde. Das Modell ersetzte den Austin A60.
Der Wagen war der letzte Entwurf von Alec Issigonis, dem Schöpfer des Mini. Es gab Motorvarianten zwischen 1485 und 1748 cm³ mit 54 bis 68 kW Leistung. Der Maxi war ein extrem geräumiger Wagen, doch wirkte sein Styling auf Grund der ungünstigen Proportionen nie sonderlich attraktiv. Vor allem die Türen, die aus dem nächstgrößeren Modell ADO17 übernommen wurden, dürften dazu beigetragen haben. Der 1500er-Motor war zwar neu entwickelt worden und die Ausstattung erfolgte mit einem damals noch nicht üblichen 5-Gang-Getriebe. Dieses galt jedoch in den ersten Baujahren als ausgesprochen unpräzise, und der Motor selbst als nicht ausreichend leistungsstark.
Auch wurde das Modell nie mit besonderem Komfort ausgestattet, um eine Konkurrenz mit den gleichwertigen, aber in der Modellpalette höher angesiedelten Austin 1800/2200 zu vermeiden. Darüber hinaus litt der Maxi unter einer ausgesprochen schlechten Verarbeitungsqualität, die – so Ton Lohmann in Oldtimer Catalogus 2003 (NL) – viele seiner Besitzer in den Wahnsinn getrieben haben soll. Hingegen hatte Alec Issigonis beim Erscheinen des 1800 als Vorgänger des Maxi in einer Zeitung behauptet, dass dieser, als sein ultimativer Entwurf, noch in größeren Stückzahlen im Jahre 2000 laufen würde. Außerdem wurde überlegt, ihn zur Massenherstellung in der Sowjetunion als Alternative zum Fiat 124, dem späteren Lada, anzubieten.
Tony Holmes, Autor der British Cars Encyclopedia, weiß zu berichten, dass schon Mitte der 1970er-Jahre auf Grund von Absatzschwierigkeiten Tausende unverkaufter Maxis in Flugzeughangars zwischengelagert wurden. Die 1748-cm³-Maschine des Wagens war ab 1970 im Angebot.
Bei IMV Jugoslawien wurden 1970–1971 897 Stück produziert.

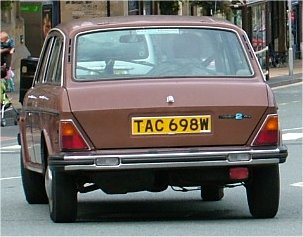
Heckansicht
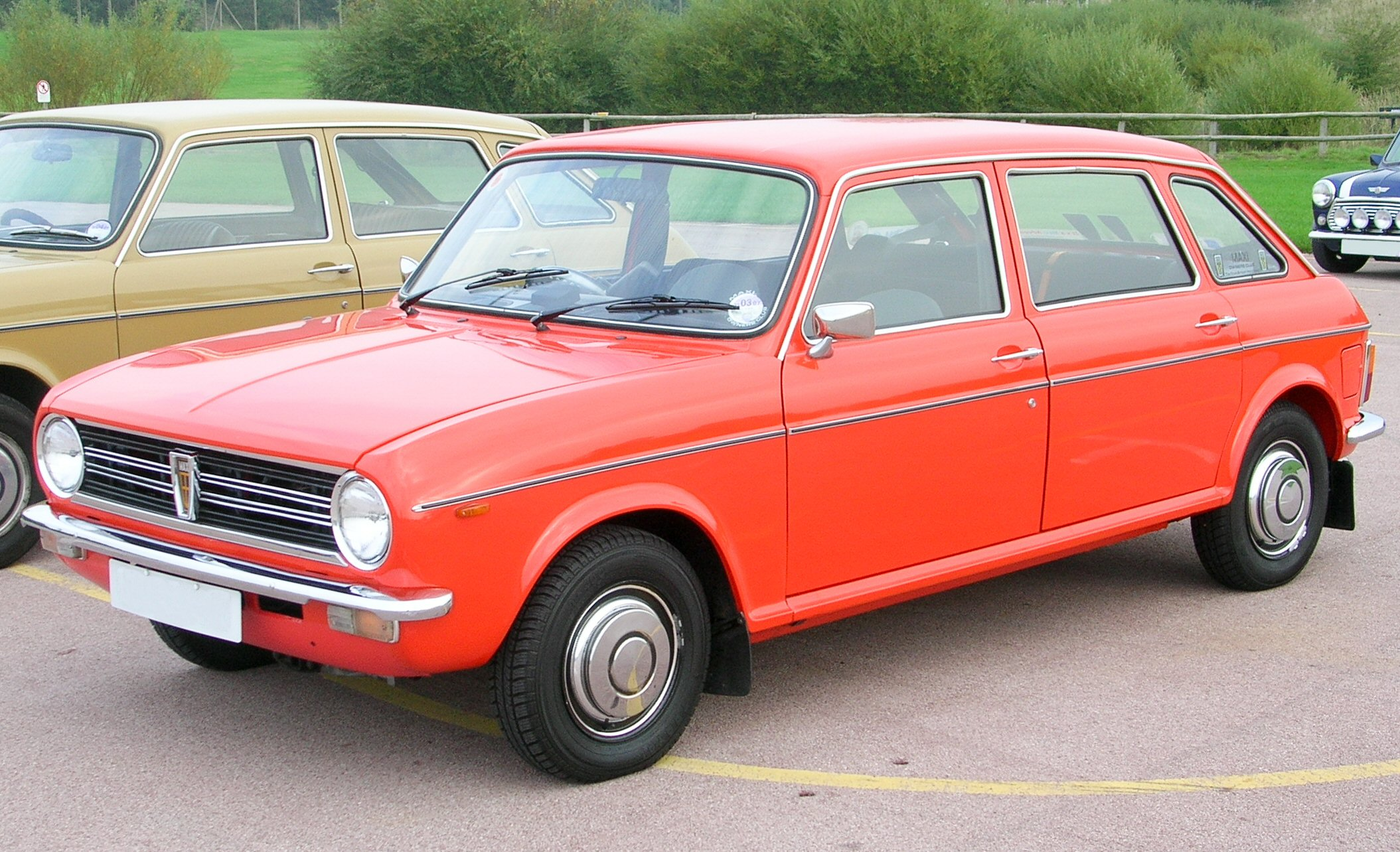
Austin Maxi L (1980)
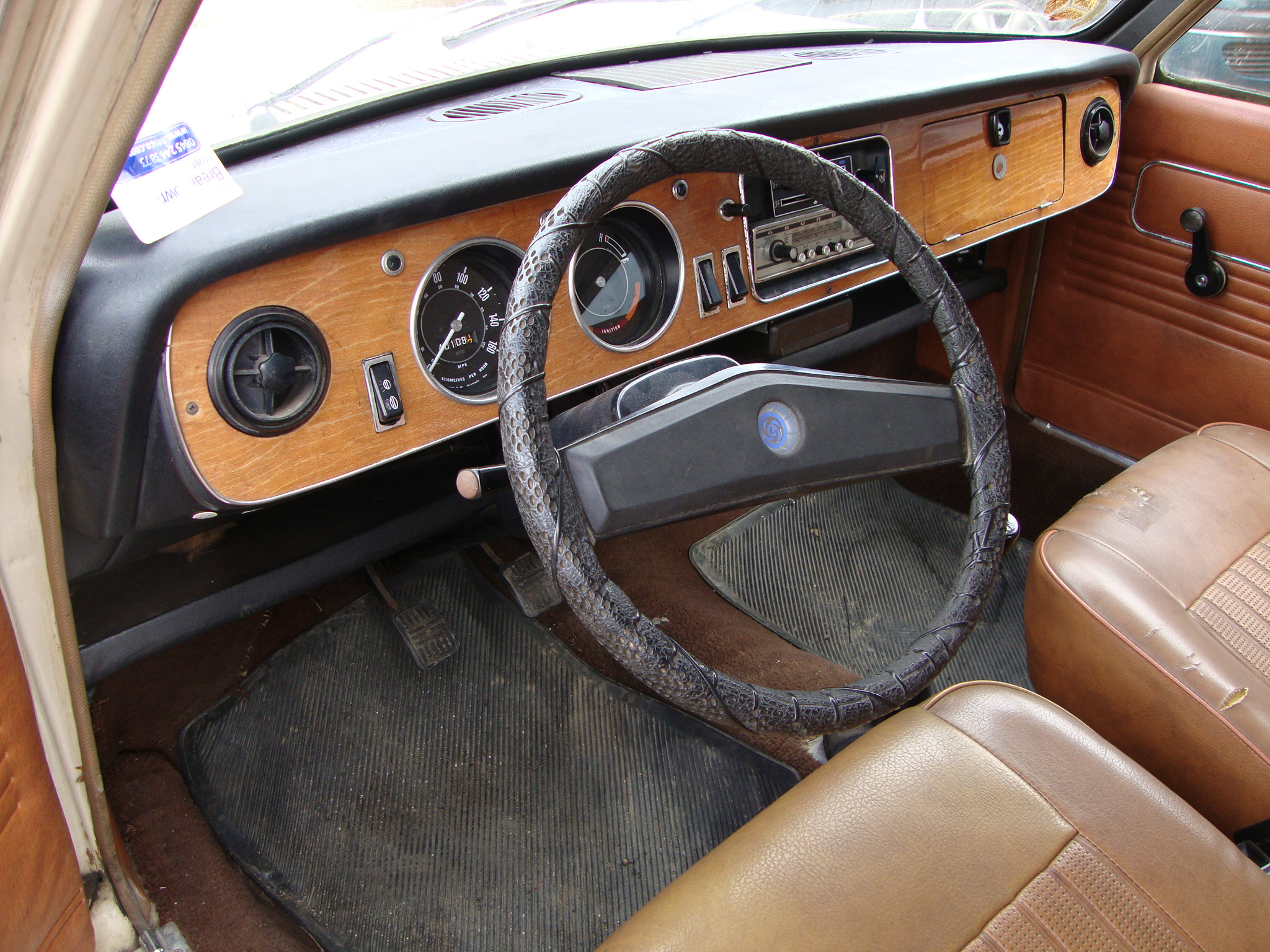
Interieur